# Nick Page
Nicholas (Nick) Page (Hollywood (Florida), 1 augustus 2002) is een Amerikaanse freestyleskiër. Hij vertegenwoordigde zijn vaderland op de Olympische Winterspelen 2022 in Peking.

## Carrière
Bij zijn wereldbekerdebuut, in december 2019 in Ruka, scoorde Page direct wereldbekerpunten. In februari 2020 behaalde hij in Deer Valley zijn eerste toptienklassering in een wereldbekerwedstrijd. In december 2020 stond de Amerikaan in Idre Fjäll voor de eerste maal in zijn carrière op het podium van een wereldbekerwedstrijd. Op de wereldkampioenschappen freestyleskiën 2021 in Almaty eindigde Page als tiende op het onderdeel dual moguls en als achttiende op het onderdeel moguls. Tijdens de Olympische Winterspelen van 2022 in Peking eindigde hij als vijfde op het onderdeel. Op 10 december 2022 boekte de Amerikaan in Idre Fjäll zijn eerste wereldbekerzege.

## Resultaten

### Olympische Winterspelen
| Jaar | Plaats | Resultaten |
| ---- | ------ | ---------- |
| 2022 | Peking | 5e Moguls  |

### Wereldkampioenschappen
| Jaar | Plaats | Resultaten                 |
| ---- | ------ | -------------------------- |
| 2021 | Almaty | 10e Dual Moguls 18e Moguls |

### Wereldbeker
Eindklasseringen
| Seizoen   | Algm | MO  | DM  |
| --------- | ---- | --- | --- |
| 2019/2020 | 148e | 28e | 28e |
| 2020/2021 | –    | 9e  | 9e  |
| 2021/2022 | 12e  | 8e  | 17e |

Wereldbekerzeges
| Datum            | Plaats     | Onderdeel |
| ---------------- | ---------- | --------- |
| 10 december 2022 | Idre Fjäll | Moguls    |